# Hermanas de la Cruz
La Compañía de la Cruz es una congregación religiosa católica. Sus miembros son conocidas como Hermanas de la Cruz. Fue fundada en Sevilla, Andalucía, España, el 2 de agosto de 1875 por Santa Ángela de la Cruz. Fue aprobada por san Pío X en 1904.

## Historia

### Fundación

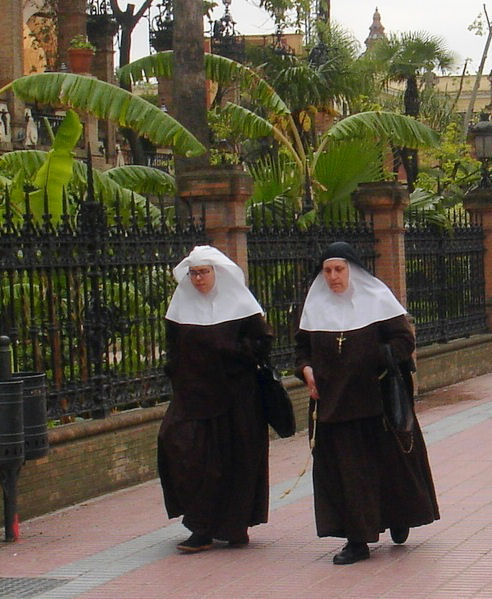
Hermanas de la Cruz.

Fue fundada el 2 de agosto de 1875 por sor Ángela de la Cruz. Su primer convento estuvo en la calle San Luis de Sevilla. Tenían el objetivo de llevar una vida religiosa y ayudar a los necesitados.
Sor Ángela consideraba su padre espiritual a san Francisco de Asís y quería alcanzar esos niveles de humildad ante Dios.
El 1 de octubre se trasladaron a una casa alquilada, el número 8 de la calle Hombre de Piedra. La casa fue bendecida por el párroco de San Lorenzo, el beato Marcelo Spínola y Maestre. En la Navidad de 1875 el arzobispo Luis de la Lastra y Cuesta dispuso que se vistiesen con hábito para exteriorizar sus votos. Este fue diseñado por Santa Ángela: de color marrón, con un escapulario de la misma tela, un cordón como el de los franciscanos, toca blanca y, como calzado, simples alpargatas.
El 2 de febrero de 1876, Torres solicitó al arzobispado la aprobación de la Compañía de la Cruz, "una piadosa congregación de señoras". El arzobispo dio su aprobación el 5 de abril. En julio de 1876 la Santa Sede autorizó que celebrasen la misa y guardasen la Eucaristía en su casa de la Compañía de la Cruz y en cualquier otra que fundasen.
En el invierno de 1877 ayudaron durante una epidemia de viruela y también ayudaron en los barrios pobres afectados de tuberculosis de finales del siglo XIX.
Gracias a las donaciones de varios benefactores, entre los cuales estaba el arzobispo, las monjas adquirieron una nueva casa situada en el número 12 de la calle Cervantes. Se trasladaron a la nueva sede el 15 de diciembre de 1881.
El 3 de diciembre de 1887 la comunidad de Sevilla se trasladó a una nueva sede, en la calle Alcázares, actualmente llamada Santa Ángela de la Cruz. La capilla del convento fue bendecida por el arzobispo Ceferino González.
En 1890 el arzobispo Benito Sanz y Forés le pidió a sor Ángela y al sacerdote Rodríguez que consiguieran la aprobación de la Santa Sede a las reglas de la orden.
El 21 de abril sor Ángela y sor Adelaida de la Cruz fueron recibidas por san León XIII en el Vaticano. El papa se mostró satisfecho, bendijo al instituto y las bendijo a las dos.
El 10 de diciembre de 1898 León XIII firmó un «Decreto de Alabanza» de la Compañía de la Cruz. El arzobispo tradujo el decreto del latín al castellano y se lo entregó a la Compañía de la Cruz. Esto fue celebrado en la Casa Madre con la exposición del Santísimo Sacramento y el canto del Te Deum. De todos los conventos llegaron cartas expresando su alegría por el suceso. Pío X aprobó este instituto religioso el 25 de junio de 1904.
La Santa Sede aprobó las reglas el 14 de julio de 1908.
La Congregación que fundó vive en gran austeridad, atendiendo a enfermos y menesterosos.

### Desarrollo y nuevas fundaciones
A lo largo de su historia, se destacó en el cuidado de enfermos, pobres y huérfanos.
En 1877 fundaron un convento en Utrera y, desde entonces, realizaron otras fundaciones en Andalucía, Extremadura, Canarias, Madrid, Galicia, la Comunidad Valenciana y Castilla-La Mancha.
En el año 2008 el número de hermanas se acercaba al millar, extendiendo su caridad a otros países como Argentina o Italia, estando el noviciado en la ciudad de Sevilla, que vio nacer y morir a su fundadora.

### Visita de Juan Pablo II
El 5 de noviembre de 1982 san Juan Pablo II visitó Sevilla. Era la primera vez que un sucesor de Pedro visitaba esta ciudad. En una explanada del barrio de Los Remedios se celebró una misa multitudinaria y la beatificación de sor Ángela de la Cruz. En el auditorio se encontraba el altar de plata de la Catedral de Sevilla y un cuadro de sor Ángela pintado ese año por Antonio Dubé de Luque. Se trató de la primera beatificación de la historia celebrada fuera de Roma. San Juan Pablo II dio una larga homilía en la que repasó la vida y virtudes de sor Ángela. En la ceremonia de la beatificación, los seises bailaron ante el papa. Al evento asistió medio millón de personas.

### Canonizaciones de sor Ángela de la Cruz y de sor María de la Purísima
Ángela de la Cruz fue beatificada el 5 de noviembre de 1982 en Sevilla en una ceremonia presidida por San Juan Pablo II. Fue canonizada el 4 de mayo de 2003 en Madrid en otra ceremonia presidida por el mismo pontífice.
El 18 de septiembre de 2010 la madre María de la Purísima, que fuera madre general de la Compañía entre 1977 y 1998, fue beatificada. Su ceremonia de canonización, presidida por el papa Francisco, tuvo lugar en Roma el día 18 de octubre de 2015.

## Actividades
Sus actividades son:
- Visitar en su domicilio a las personas ancianas y enfermas que precisan cuidados, ayudandolas en las tareas cotidianas domésticas y de aseo. Prestarles asistencia tanto en el campo material como en el espiritual.[31]
- Atender a las personas sin recursos que acuden a las casas de las Hermanas de la Cruz en busca de ayuda o alimentos.[31]
- Residencias para ancianos.[31]
- Internado para niños huérfanos.[31]

## Premios y galardones
- En 2025, la Universidad CEU Fernando III otorgó a la Congregación de la Compañía de la Cruz el Premio Extraordinario CEU Fernando III, en reconocimiento a sus 150 años de servicio a los más necesitados.[32]